# Neuville-en-Verdunois
Neuville-en-Verdunois é uma comuna francesa na região administrativa de Grande Leste, no departamento de Meuse. Estende-se por uma área de 13,44 km². Em 2010 a comuna tinha 57 habitantes (densidade: 4,2 hab./km²).